# Carl Hammargren
Carl Hammargren, född 1916 i Skyttemåla utanför Tingsryd i Småland, död 2000 i Malmö.  
Carl Hammargren var det fjärde barnet i en syskonskara på tolv. Han började som ung dräng hos sin morbror. Han flyttade sedan som tonåring till Stockholm och där var han under flera år verksam i livsmedelsbranschen. Han och brodern Hugo köpte en "plasticmaskin" på S:t Eriksmässan i Stockholm 1946, vilket blev grunden för Hammarplast, eller Hammargrens Industri AB som företaget först hette. Carl var försäljningschef för Hammarplast, som flyttade sin verksamhet till Tingsryd 1951. Perstorp AB köpte Hammarplast 1971.
Carl Hammargren var gift med Anneliese och fick tillsammans med henne två barn, Bernt-Hugo och Kurt-Gunnar.